# Stenygrocercus simoni
Stenygrocercus simoni är en spindelart som beskrevs av Raven 1991. Stenygrocercus simoni ingår i släktet Stenygrocercus och familjen Dipluridae.
Artens utbredningsområde är Nya Kaledonien. Inga underarter finns listade i Catalogue of Life.